# Wallern im Burgenland
Wallern im Burgenland (ungerska: Valla) är en ort och kommun i Österrike. Den ligger i distriktet Neusiedl am See i förbundslandet Burgenland, i den östra delen av landet, 70 km sydost om huvudstaden Wien. Kommunen gränsar i söder till Ungern.